# Veduta di Derby
Veduta di Derby è un dipinto del 1725 di artista sconosciuto che mostra la città di Derby nel XVIII secolo.
Sulla sinistra c'è una casa chiamata Castlefield che fera residenza della famiglia Borrow: nel Derby Museum and Art Gallery ci sono i ritratti di Isaac, Thomas ed Ann Borrow. A sinistra verso il centro c'è Exeter House che oggi non esiste più, ma divenne famosa quando fu la residenza del pretendente giacobita il principe Carlo Edoardo Stuart, che lì decise di tornare indietro con i suoi eserciti scozzesi e non marciare verso Londra per conquistare la corona. Gli edifici di grandi dimensioni a destra sono i mulini alimentati dal fiume Derwent. Anche se uno degli edifici è ora demolito il mulino di destra fa ora parte dei siti di interesse mondiale ed è il Derby Industrial Museum.
Il dipinto fu acquistato dal Derby Museum and Art Gallery nel 2004 da un collezionista europeo tramite Sotherbys.